# Тигрицкое
Тигрицкое — село в Минусинском районе Красноярского края, административный центр Тигрицкого сельсовета.

## География
Село находится на востоке района примерно в 46 километрах по прямой на восток-юго-восток от города Минусинск.

## Климат
Климат характеризуется суровой продолжительной зимой с длительными морозами и устойчивым снежным покровом. Средняя температура января -22.4ºС с возможным понижением до -57º С. В отдельные теплые дни теплых зим возможно повышение температуры воздуха до положительных значений. Весна поздняя, короткая, прохладная. Ясная ветреная погода и увеличение продолжительности солнечного сияния способствует быстрому прогреванию и просыханию почвы. Лето наступает в конце мая и продолжается 2.5 месяца. Средняя температура самого теплого месяца июля +16.9º С. Осенний период вдвое продолжительнее весеннего, характеризуется  ранними заморозками. Средняя годовая температуры воздуха -3.4º С. Годовое количество осадков –  510 мм. Максимальное за год количество осадков выпадает в июле-августе. Зимний сезон относительно сухой. Устойчивый снежный покров образуется в начале ноября. 

## История
Основано в 1833 году как казенное поселение для переселенцев. В 1834 году числилось 296 жителей, в 1859 – 740, в 1892 - 1296. В 1885 году Тигрицкая стала селом после постройки церкви в честь Святого Митрофания. Село значительно пострадало в годы коллективизации, т.к. в селе проживало много зажиточных крестьян, сосланных за пределы района. В советское время работал колхоз «Большевик» и большое число колхозов на заимках. С 1970 года работал совхоз «Тигрицкий» мясо-молочного направления (ныне СПК «Тигрицкое»).

## Население
| 2010 | 2012  | 2013  | 2014  | 2015  | 2016  | 2017  |
| ---- | ----- | ----- | ----- | ----- | ----- | ----- |
| 1177 | ↘1176 | ↘1163 | ↘1162 | ↘1153 | ↘1141 | ↘1126 |

Постоянное население составляло 1220 человека в 2002 году (91% русские), 1177 в 2010.

## Инфраструктура
Есть школа, детский сад, сельсовет, амбулатория, дом культуры, библиотека).